# だからタッセルってなんだよ!!
『だからタッセルってなんだよ!!』とは、『タコピーの原罪』という日本の漫画で出てきたセリフの1つである。

## 概略
元々は日本の漫画『タコピーの原罪』5話において雲母坂まりなの父親が発した言葉である。実際には、雲母坂まりなの母親が、少しでもお金を稼ぐために『タッセル教室』なるものを立ち上げようとママ友と企画しており、その広告用のポスターが雲母坂まりなの父に見つかり、勝手な行動をしたということでDVを受けている。その『だからタッセルってなんだよ!!』というセリフにどこか面白さを覚えてしまう人が増えたことで、少し話題になった。
また、2025年に『タコピーの原罪』がアニメ化され、『だからタッセルってなんだよ!!』というワードがテレビでも放送され、認知度が高くなったことにより、さらに話題が大きくなった。

## 引用
ニコニコ大百科 - だからタッセルってなんだよ!![単語]